# Acacia coolgardiensis
Acacia coolgardiensis — вид квіткових рослин з родини бобових. Ареал: Австралія (Західна Австралія).

## Середовище
Широко розповсюджений у напівпосушливій країні спиніфексу від Карнарвона до Калгурлі.

## Біоморфологічна характеристика
Вид виростає у висоту близько трьох метрів. Майже завжди має кілька стебел. Філодії зелені, можуть досягати 10 сантиметрів у довжину та близько трьох міліметрів у ширину. Квітки жовтого кольору зібрані в циліндричні китиці довжиною до двох сантиметрів і шириною до п'яти міліметрів. Стручки близько трьох міліметрів ушир.